# Базаровско-Незнамовский процесс
Базаровско-Незнамовский процесс — крупный показательно-политический судебный процесс, проходивший в Ново-Николаевске (ныне — Новосибирск) с 21 апреля по 16 мая 1923 года. Один из первых масштабных процессов на территории Сибири. Подсудимые обвинялись в антибольшевистском заговоре.

## История
Судебный процесс был назван в честь одноимённой «контрреволюционной организации», обнаруженной во второй половине 1922 года сотрудниками ГПУ Сибири. В её создании обвинялись работник транспортной рабоче-крестьянкой инспекции Барабинска Аким Базаров (Иван Жвалов), а также бывший учитель подъесаул Леопольд Незнамов (Карасевич), которого считали главнокомандующим повстанцев.
В заговоре против большевиков обвинялись различные слои населения Челябинской, Омской, Ново-Николаевской, Томской, Акмолинской и Алтайской губерний.
В материалах следствия было указано, что Базаров, бывший член партии народных социалистов и приверженец общественного самоуправления, хотел привлечь к себе недовольных большевистской политикой людей. Однако его действия носили мирный характер, он пытался добиться от властей смягчения режима и внимания к проблемам народа. В момент организованного в нескольких губерниях следствия никаких данных о намерении насильственного антисоветского выступления найдено не было.
Из 95 обвиняемых большая часть состояла из «кулаков», в числе подсудимых были также представители сельской интеллигенции: преподаватели, фельдшеры, секретари сельсоветов. К высшей мере наказания, как основные участники «заговора», были приговорены 33 человека: Незнамов, Базаров, Побелянский, Набатов, Кондратович, Гусев, священники Чемоданов и др., 4 человека приговорены к 10 годам тюрьмы, свыше 40 обвиняемых получили срок от 1 года до 10 лет, 20 человек были оправданы, 12 — амнистированы.